# Leśne Arboretum 100-lecia Odzyskania Niepodległości
Leśne Arboretum 100-lecia Odzyskania Niepodległości – arboretum zlokalizowane na obrzeżach Tomaszowa Lubelskiego, w Pasiekach, w sąsiedztwie siedziby Nadleśnictwa Tomaszów.
Arboretum otwarte 9 listopada 2018 stanowi leśny obiekt o charakterze historyczno-turystycznym. Wcześniej stanowiło zaniedbany fragment lasu podmiejskiego. Przy arboretum znajduje się pomnik marszałka Józefa Piłsudskiego. W miejscu tym Piłsudski uhonorował ułanów za męstwo wykazane w Bitwie Warszawskiej w 1920. W 1921 odebrał tu defiladę żołnierzy 6. Brygady Jazdy. Po mszy świętej udekorował Srebrnymi Krzyżami Virtuti Militari sztandary 1. Pułku Ułanów Krachowieckich i 14. Pułku Ułanów Jazłowieckich.
Obiekt zajmuje 8 hektarów, stanowiąc część Uroczyska Siwa Dolina. Wyposażony jest w około dwa kilometry utwardzonych alei obsadzonych drzewami i krzewami. W otwarciu uczestniczyli m.in. senator Stanisław Majdański i burmistrz Wojciech Sławomir Żukowski. W trakcie uroczystości inauguracyjnych posadzono Dąb Niepodległości, pobłogosławiony wcześniej przez papieża Franciszka 23 maja 2018 w Rzymie, podczas pielgrzymki leśników polskich do grobu św. Jana Pawła II.
Na terenie arboretum znajdują się pamiątki historyczne: Krzyż Niepodległości, pomniki w formie popiersi honorujące Józefa Piłsudskiego, Romana Dmowskiego i Ignacego Jana Paderewskiego oraz kapliczka św. Jana Gwalberta (patrona leśników). Małą architekturę uzupełniają skalniki, pokazowe barcie oraz miejsca odpoczynku obsadzone gatunkami rodzimymi i obcymi.